# ホセ・カルロス・コカレリ
ホセ・カルロス・コカレリ （José Carlos Cocarelli、1959年3月17日 - 、リオデジャネイロ生まれ）は、フランス在住でブラジルのクラシック音楽のピアニスト。 (ブラジルでのポルトガル語の読みは、ジョセ・カルロス・コカレリ)。

## 概説
コカレッリは、ジョセ・カルロスとジュディチ（旧姓モンターニャス・ダ・クルス）・コカレリのもとに生まれた。父はリオデジャネイロ市立劇場管弦楽団のオーボエ奏者であり、ヴィラ＝ロボス学院の音楽教授を務め、母はピアニスト、作曲家、そして リオデジャネイロ連邦大学の音楽教授であった。
コカレリは、アデル・マルクスとメルセス・デ・シルヴァ・テレスに師事した。

## 受賞歴
1984年のサンタンデール・パロマ・オシェア国際ピアノコンクールと1989年のヴァン・クライバーン国際ピアノコンクールで第2位を受賞。1985年にはブゾーニ国際ピアノコンクールで優勝し、1986年のロン＝ティボー国際コンクールでも優勝。

## エピソード
1997年に新聞のインタビューの中で、「ブラジル出身の音楽家がどのようにヨーロッパで自分を知らしめることができるか」と尋ねられた際、コカレリはこう答えた。「私が採った方法が唯一の解決策だ。つまり、大規模な国際コンクールで優勝して知られるようになること。それが名刺代わりとなり、録音の機会や雑誌での好意的なレビューが得られる」

## レコーディング
- 8th Van Cliburn International Piano Competition, 1989: The winners (Teldec)[4]
- Four great 20th century piano sonatas (Musical Heritage Society)[5]
- José Carlos Cocarelli spielt Beethoven und Schubert (Deutsche Welle)[6]